# Xanthorhoe vicissata
Xanthorhoe vicissata là một loài bướm đêm trong họ Geometridae.